# Michail Magnitskij
Michail Leontevitj Magnitskij (ryska: Михаил Леонтьевич Магницкий), född 1778, död 1855, var en rysk statsman.
Matgnitskij fick sin politiska utbildning under den reformvänlige Michail Speranskij, men förvisades vid dennes störtande (1812) till Vologda. År 1816 återkom han och blev genom Aleksej Araktjejevs inflytande guvernör i Simbirsk (1819) och ledamot av överstyrelsen för de ryska skolorna. Som inspektör för universitetet i Kazan föreslog han, att det skulle upphävas på grund av "försnillningar och gudlös undervisning"; detta avböjdes visserligen, men universitetet förlorade all självstyrelse och vetenskaplig frihet. 11 professorer avsattes, och hela undervisningen fick en ortodox teologisk prägel. År 1823 upprättades en särskild professur för att bekämpa västerlandets "konstitutionella irrläror". Magnitskijs verksamhet upphörde 1826, då det visade sig, att han själv förskingrat statsmedel.
Magnitskij var även poet och filosofisk författare; som historiker prisade han Rysslands tatariska period som dess "räddning från Europa" och tsar Peter den stores reformperiod som gagnelig för - Europa, som "därigenom blev bekant med Ryssland".